# サルト区
薩爾図区（サルト-く）は、中華人民共和国黒竜江省大慶市に位置する市轄区。大慶における政治経済の中心地で、特に会戦大街には百貨大楼、新瑪特購物中心、徳威電脳城、中央商城などの商業施設が密集する。

## 行政区画
9街道を管轄：
- 街道：サルト街道（薩爾図街道）、鉄人街道、友誼街道、富強街道、擁軍街道、会戦街道、火炬街道、東風街道、東安街道

## 教育

### 大学
- 大慶職業学院（中国語版）

## 交通

### 航空
- 大慶サルト空港

### 鉄道
- 中国鉄路総公司
  - 中国鉄路ハルビン局集団公司
    - 浜洲線（ハルビン方面）- 大慶駅 -（満洲里方面）

### 道路
- 高速道路
  - 綏満高速道路
  - 大広高速道路
- 国道
  -  G301国道

## 健康・医療・衛生
- 大慶市薩爾図区人民医院
- 大慶市中医院